# Антонов, Игнатий Петрович
Игна́тий Петро́вич Анто́нов (бел. Ігнат Пятровіч Антонаў; 28 декабря 1922, дер. Будница, Витебская губерния — 1 февраля 2015, Минск) — академик Национальной академии наук Беларуси, член-корреспондент Российской академии медицинских наук, заслуженный деятель науки Белорусской ССР (1972), лауреат Государственной премии Республики Беларусь, народный врач Белоруссии (1992), почётный гражданин Минска и Витебска.

## Биография
В 1940 году, окончив с отличием Витебскую фельдшерско-акушерскую школу, поступил в Витебский медицинский институт. С началом войны был призван в Красную Армию. В должности военфельдшера танкового батальона 2-го гвардейского Тацинского танкового корпуса прошёл от Сталинграда до Кёнигсберга; участвовал в боях под Прохоровкой на Курской дуге, освобождении Белоруссии. Одним из первых вошёл в Минск, в том бою был ранен. За годы войны вынес с поля боя 128 раненых.
В 1950 году с отличием окончил Минский медицинский институт. Работал в НИИ неврологии, нейрохирургии и физиотерапии клиническим ординатором. С 1955 года преподавал в Белорусском институте усовершенствования врачей (ассистент, с 1959 — доцент кафедры нервных болезней). С апреля 1962 по 1998 год — директор НИИ неврологии, нейрохирургии и физиотерапии Минздрава БССР (после смерти преемником на этом посту стал А. Ф. Смеянович), в 1998—2008 гг. — главный научный консультант Республиканского научно-практического центра неврологии и нейрохирургии.

## Научная деятельность
Основные направления исследований — клиника и диагностика гриппозных заболеваний нервной системы, цистицеркоза головного мозга; заболевания периферической нервной системы. Предложил клиническую классификацию заболеваний периферической нервной системы; совместно с Б. В. Дривотиновым и В. Я. Латышевой выдвинул концепцию о роли аутоиммунных процессов и сосудистого фактора в возникновении остеохондроза позвоночника. Под его руководством разработаны методы физиотерапевтического лечения заболеваний периферической нервной системы (иглотерапия, мануальная и магнитотерапия, гипо- и гипербарическая оксигенация).
В 1955 году защитил кандидатскую, в 1966 — докторскую диссертацию. С 1975 г. — член-корреспондент АМН СССР, с 1984 г. — академик АН БССР. Подготовил 23 доктора и 45 кандидатов наук.
В 1976—1991 гг. — председатель Всесоюзной проблемной комиссии «Заболевания периферической нервной системы», председатель Учёного медицинского совета и член коллегии Министерства здравоохранения Белоруссии, член президиумов научных обществ невропатологов, физиотерапевтов, курортологов СССР и Белоруссии. Почётный председатель правления научного общества неврологов Белоруссии; член правления Европейской ассоциации неврологов, член бюро Отделения медицинских наук Национальной академии наук Республики Беларусь, член экспертного совета Высшей аттестационной комиссии Белоруссии, комитета по присуждению Государственных премий Республики Беларусь в области науки и техники, редакционных советов Белорусской энциклопедии, журнала «Медицинские новости», «Журнала неврологии и психиатрии имени С. С. Корсакова». Почётный член научных обществ неврологов Болгарии, России, Украины, Татарстана. Академик Международной славянской академии наук, образования, искусства и культуры (1996), Международной академии организационных и управленческих наук (1997), Международной академии информатизации (1999).
Неоднократно избирался депутатом Минского городского и районных советов народных депутатов.
Похоронен в Минске на Восточном кладбище.

### Семья
Отец — Петр Иванович Антонов (1897—1942).
Мать — Агриппина Степановна Антонова (1901—1987).
Жена — Лидия Николаевна Антонова (р. 1925); дети:
- Валерий (р. 1948)
- Галина (р. 1953, в замужестве Антонова-Овсянкина).

## Награды и признание
- медаль «За отвагу» (1943)
- орден Красной Звезды (1943)
- орден Отечественной войны II степени (1944)
- два ордена Отечественной войны I степени (1945, 1985)
- 14 медалей
- орден Трудового Красного Знамени (1971)
- Заслуженный деятель науки Белорусской ССР (1972)
- премия имени В. М. Бехтерева, в соавторстве с Л. С. Гиткиной, В. Б. Шалькевичем, И. А. Склютом (АМН СССР, 1978) — за лучшую работу в области неврологии (монографию «Вертебрально-базилярные инсульты»)
- орден Дружбы народов (1981)
- почётный гражданин города-героя Минска (1988)
- народный врач Беларуси (удостоверение № 1, 1992)
- Государственная премия Республики Беларусь в области науки (1994) — за цикл работ «Патогенез, клиника и диагностика неврологических проявлений остеохондроза позвоночника»
- почётный гражданин города Витебска (1997)
- звание «Человек года-1997» Международной исследовательской комиссии (Биографический институт, США)
- медаль Почёта второго тысячелетия Международной исследовательской комиссии (Биографический институт, США) (2002)
- Орден Отечества III степени (1997)
- Орден Отечества II степени (2005)[5]
- четыре Почётные грамоты Верховного Совета Белорусской ССР
- Значок «Отличнику здравоохранения» (СССР)
- знак «Отличник курортов профсоюзов СССР»
- общественные юбилейные медали и дипломы — Н. И. Пирогова, К. И. Скрябина, Н. Н. Бурденко, Б. Н. Маньковского, В. А. Гиляровского, Л. М. Пуссепа
- диплом и медаль «За выдающиеся достижения» Международного биографического центра (Кембридж, Англия) с внесением имени в книгу «2000 выдающихся людей XX столетия»
- Телеканалом ТРО выпущен документальный фильм «Академик Игнатий Антонов. Человек-легенда» режиссёра Геннадия Хмыза (2007)[6]